# Outdoor Pieces for Robin Page
„Outdoor Pieces for Robin Page“ je avantgardní dílo velšského hudebníka a skladatele Johna Calea. Vzniklo v létě roku 1962, kdy stále Cale studoval na Goldsmiths College při Londýnské univerzitě. Bylo výrazně ovlivněno hnutím Fluxus. Robin Page, jemuž bylo toto dílo věnováno, provedl následujícího roku premiéru další Caleovy skladby nazvané „Plant Piece“. Několik ukázek z díla vyšlo koncem roku 1963, kdy již Cale žil v New Yorku, v magazínu Preview Review. Zde byly vytištěny dva pokyny z celé skladby: (2) „Make love to a piano without arms“ (tj. „Miluj klavír bez paží)“ a (8) „Follow the wind and listen to it“ (tj. „Následuj vítr a poslouchej jej“).